# Srđan Karanović
Srđan Karanović (Срђан Карановић, ˌsř̩d͜ʑan kaˈrǎːnoʋit͜ɕ, nascut el 17 de novembre de 1945) és un director de cinema i guionista serbi. Ha dirigit 17 pel·lícules des de 1968. La seva pel·lícula Miris poljskog cveća va guanyar el premi FIPRESCI al 31è Festival Internacional de Cinema de Canes, Nešto između es va projectar a la secció Un Certain Regard al 36è Festival Internacional de Cinema de Canes. Za Sada Bez Dobrog Naslova va guanyar el premi Golden Tulip al Festival Internacional de Cinema d'Istanbul el 1989.
La seva pel·lícula de 2009 Besa va ser seleccionada com a entrada sèrbia per al Millor pel·lícula en llengua estrangera als Premis Oscar de 2010, però no va estar a la llista definitiva. El 2017, Srđan Karanović va signar la Declaració sobre la llengua comuna dels croats, serbis, bosnians i montenegrins.

## Filmografia
| Any  | Pel·lícula                 | Director | Guionista | Productor | Premis / Notes                                              |
| ---- | -------------------------- | -------- | --------- | --------- | ----------------------------------------------------------- |
| 1976 | Grlom u jagode             | Sí       | Sí        | No        |                                                             |
| 1977 | Miris poljskog cveća       | Sí       | Sí        | No        | Velika zlatna arena a la millor pel·lícula, Premi FIPRESCI  |
| 1980 | Petrijin venac             | Sí       | Sí        | No        | Velika zlatna arena a la millor pel·lícula                  |
| 1983 | Nešto između               | Sí       | Sí        | No        |                                                             |
| 1985 | Jagode u Grlu              | Sí       | Sí        | No        |                                                             |
| 1988 | Za Sada Bez Dobrog Naslova | Sí       | Sí        | No        | Golden Tulip al Festival Internacional de Cinema d'Istanbul |
| 1991 | Virdžina                   | Sí       | Sí        | No        | Palmera d'Or a la XIII edició de la Mostra de València      |
| 2003 | Sjaj u Očima               | Sí       | Sí        | No        |                                                             |
| 2009 | Besa                       | Sí       | Sí        | No        |                                                             |